# Equitazione ai Giochi della X Olimpiade - Concorso completo a squadre
La competizione del concorso completo a squadre di equitazione dai Giochi della X Olimpiade si è svolta nei giorni dal 10 al 13 agosto.

## Risultati
La classifica finale era determinata sommando i punti dei tre cavalieri di ogni nazione della prova individuale.
Solo due nazioni finirono la gara con tre cavalieri, pertanto la medaglia di bronzo non fu assegnata.
| Pos.    | Nazione     | Binomio                    | Binomio         | Risultato Individuale | Risultato Totale |
| Pos.    | Nazione     | Cavaliere                  | Cavallo         | Risultato Individuale | Risultato Totale |
| ------- | ----------- | -------------------------- | --------------- | --------------------- | ---------------- |
| Oro     | Stati Uniti | Earl Foster Thomson        | Jenny Camp      | 1.811,000             | 5.038,583        |
| Oro     | Stati Uniti | Harry Chamberlin           | Pleasant Smiles | 1.687,833             | 5.038,583        |
| Oro     | Stati Uniti | Edwin Argo                 | Honolulu Tomboy | 1.539,750             | 5.038,583        |
| Argento | Paesi Bassi | Charles Pahud de Mortanges | Marcroix        | 1.813,833             | 4.689,083        |
| Argento | Paesi Bassi | Karel Schummelketel        | Duiveltje       | 1.614,500             | 4.689,083        |
| Argento | Paesi Bassi | Aernout van Lennep         | Henk            | 1.260,750             | 4.689,083        |
| DNF     | Svezia      | Clarence von Rosen         | Sunnyside Maid  | 1.809,416             | -                |
| DNF     | Svezia      | Ernst Hallberg             | Marokan         | 1.679,333             | -                |
| DNF     | Svezia      | Arne Francke               | Fridolin        | -                     | -                |
| DNF     | Giappone    | Morishige Yamamoto         | Kingo           | 1.609,583             | -                |
| DNF     | Giappone    | Taro Nara                  | Sonshin         | -                     | -                |
| DNF     | Giappone    | Shunzo Kido                | Kyu Gun         | -                     | -                |